# رائول اسنسیو
رائول اسنسیو (انگلیسی: Raúl Asencio؛ زادهٔ ۲۰ مهٔ ۱۹۹۸) بازیکن فوتبال اهل اسپانیا است.
از باشگاه‌هایی که در آن بازی کرده‌است می‌توان به باشگاه فوتبال کوزنتسا کالچو، باشگاه فوتبال بنونتو، باشگاه فوتبال پیزا، باشگاه فوتبال جنوآ، و باشگاه فوتبال آولینو اشاره کرد.